# Périlleuse Mission
Ne doit pas être confondu avec Mission périlleuse.
Pour plus de détails, voir Fiche technique et Distribution.

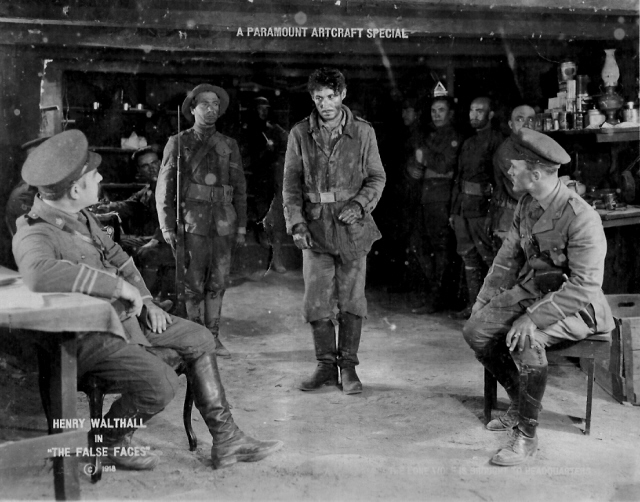
Scène du film avec Henry B. Walthall au centre de l'image

Périlleuse Mission (The False Faces)  est un film d'espionnage américain réalisé par Irvin Willat et sorti en 1919.

## Synopsis
Pendant la Première Guerre mondiale, un voleur professionnel appelé Lone Wolf ("Le loup solitaire") doit dérober un cylindre contenant des informations secrètes venant de l'arrière des lignes allemandes.

## Fiche technique
- Titre original : The False Faces
- Réalisation : Irvin Willat

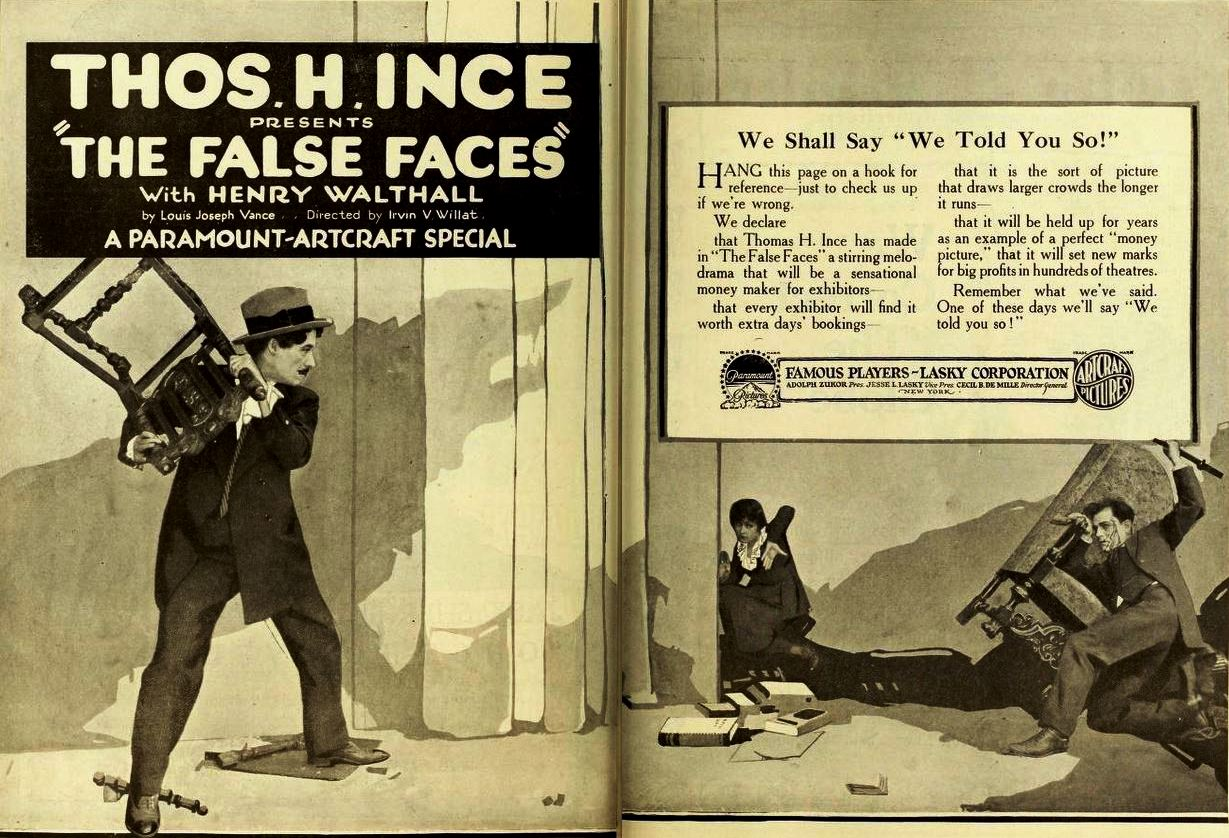
Publicité pour le film en 1919 dans Moving Picture World

- Scénario : Louis Joseph Vance, Irvin Willat
- Photographie : Paul Eagler, Edwin W. Willat
- Société de production et de distribution : Paramount Pictures
- Durée : 97 minutes (7 bobines)[1]
- Dates de sortie : 
  - États-Unis : 16 février 1919
  - France : 2 novembre 1923

## Distribution
- Henry B. Walthall : Michael Lanyard, "Lone Wolf"
- Mary Anderson : Cecilia Brooke
- Lon Chaney : Karl Eckstrom
- Milton Ross (en) : Ralph Crane
- Thornton Edwards : Lieutenant Thackery
- William Bowman : Captain Osborne